# Lucho Vásquez
Luis Fernando „Lucho“ Vásquez Díaz (* 3. Januar 2003 in Guachené) ist ein kolumbianischer Fußballspieler.

## Karriere
Vásquez begann seine Karriere in der Academia Alemana de Fútbol Popayán. Im Januar 2021 wechselte er zum österreichischen Bundesligisten FC Red Bull Salzburg, bei dem er einen bis Mai 2025 laufenden Vertrag erhielt. Die Salzburger verliehen ihn allerdings direkt auf Kooperationsbasis an den Zweitligisten SV Horn.
Sein Debüt für Horn in der 2. Liga gab er im Februar 2021, als er am 15. Spieltag der Saison 2020/21 gegen den SKU Amstetten in der Startelf stand. Bis zum Ende der Leihe kam er zu elf Zweitligaeinsätzen für die Niederösterreicher, in denen er ein Tor erzielte. Zur Saison 2021/22 kehrte er nach Salzburg zurück und wurde ins zweitklassige Farmteam FC Liefering eingegliedert. Für Liefering kam er aber nur einmal zum Einsatz.
Im August 2022 wurde er auf Kooperationsbasis an den Zweitligisten Kapfenberger SV verliehen. Für die KSV spielte er 22 Mal in der 2. Liga bis zum Ende der Saison 2022/23. Im Juli 2023 wurde der Leihvertrag um eine weitere Spielzeit verlängert. In der Saison 2023/24 kam er dann zu 13 Zweitligaeinsätzen für die Steirer.
Zur Saison 2024/25 kehrte Vásquez nicht mehr nach Salzburg zurück, er wechselte nach Albanien zum KF Skënderbeu Korça.